# همرا
همرا (به یونانی: Ἡμερα, Hêmera) در اساطیر یونانی، تجسم شخصیت روشنایی و روز، و عضو یکی از ایزدان نخستین یونانی است. او زادهٔ اربوس (تاریکی) و نوکس (شب) و خواهر و همسر آیتر به شمار می‌رود. از طرفی نوکس دختر خائوس (یکی از اولین مخلوقات) و خواهر اربوس بود. همرا هیچ وقت با خواهر و مادرش سازگار نبود و هر دو آن‌ها از او متنفر بودند، اما او قلبی مهربان داشت. او همچنین قادر به کنترل ابرها (همانند ایریس) و نور خورشید بود. تالاسا یا اقیانوس، دختر همرا و برادرش آیتر است. همرا رابطهٔ نزدیکی با هرا، ملکه آسمان‌ها و ائوس الههٔ سپیده‌دم دارد. او تا حد زیادی در اساطیر کمرنگ ظاهر می‌شود و نقش او به طور کامل توسط ایزدبانوی ائوس پوشش داده شده‌است.